# Stanislas Kalimerov
Stanislas Kalimerov est un photographe portraitiste et un psychanalyste français.

## Biographie
Il travaille sur l'enfermement, le regard et l'âme tout en parcourant le monde.
Son œuvre a donné lieu à de nombreuses expositions et à deux livres :
- Le Pont Vasco da Gama au Cherche midi ;
- La Dernière scène, un regard portugais, chez Litografia Tejo.

Dans Frères aux éditions du Huitième jour, sortie novembre 2006, pour la première fois, des moines se laissent photographier, visages à nu en noir et blanc. Textes poétiques, philosophiques et théologiques de Sylvie Germain, préface de Louis Mesplé.